# Play Cell
Play Cell is het debuutalbum van de Amerikaanse punkband Tilt. Het werd oorspronkelijk uitgegeven door Lookout! Records op 4 juni 1993 en is daarmee het enige studioalbum dat de band via dit label heeft laten uitgeven. Het is tevens de laatste uitgave van Tilt via Lookout! Records. De band tekende twee jaar later een contract bij Fat Wreck Chords. Dit is ook het laatste album waar basgitarist Pete Rypins aan heeft meegewerkt. Hij verliet de band in 1994 en werd vervangen door Gabe Meline.
Het nummer "Crying Jag" is ook te horen op de soundtrack van de film Glory Daze.

## Nummers
1. "Crying Jag" - 2:26
2. "White Homes" - 2:07
3. "Dead Bum" - 2:34
4. "Play Cell" - 2:52
5. "Fool to Blame" - 1:45
6. "Locust" - 2:16
7. "Small Bills" - 1:50
8. "Yellow Bellies" - 1:47
9. "One Day" - 2:23
10. "Come Across" - 2:50
11. "Idiot Lips" - 2:32
12. "Unlucky Lounge" - 2:12
13. "Bad Seed" - 1:52
14. "Poor Infant" - 2:17

## Band
- Cinder Block - zang
- Jeffrey Bischoff - gitaar, zang
- Pete Rypins - basgitaar, zang
- Vincent Camacho - drums